# Дудичи (Пуховичский район)
Ду́дичи (бел. Дудзічы) — деревня в Пуховичском районе Минской области Республики Беларусь, на реке Птичь. Входит в состав Новопольского сельсовета. В 1993 году население составило 280 человек. Находится в 54 км к северо-западу от Марьиной Горки, в 13 км от железнодорожной станции Руденск.
Дудичи — старинное местечко исторической Минщины.

## История

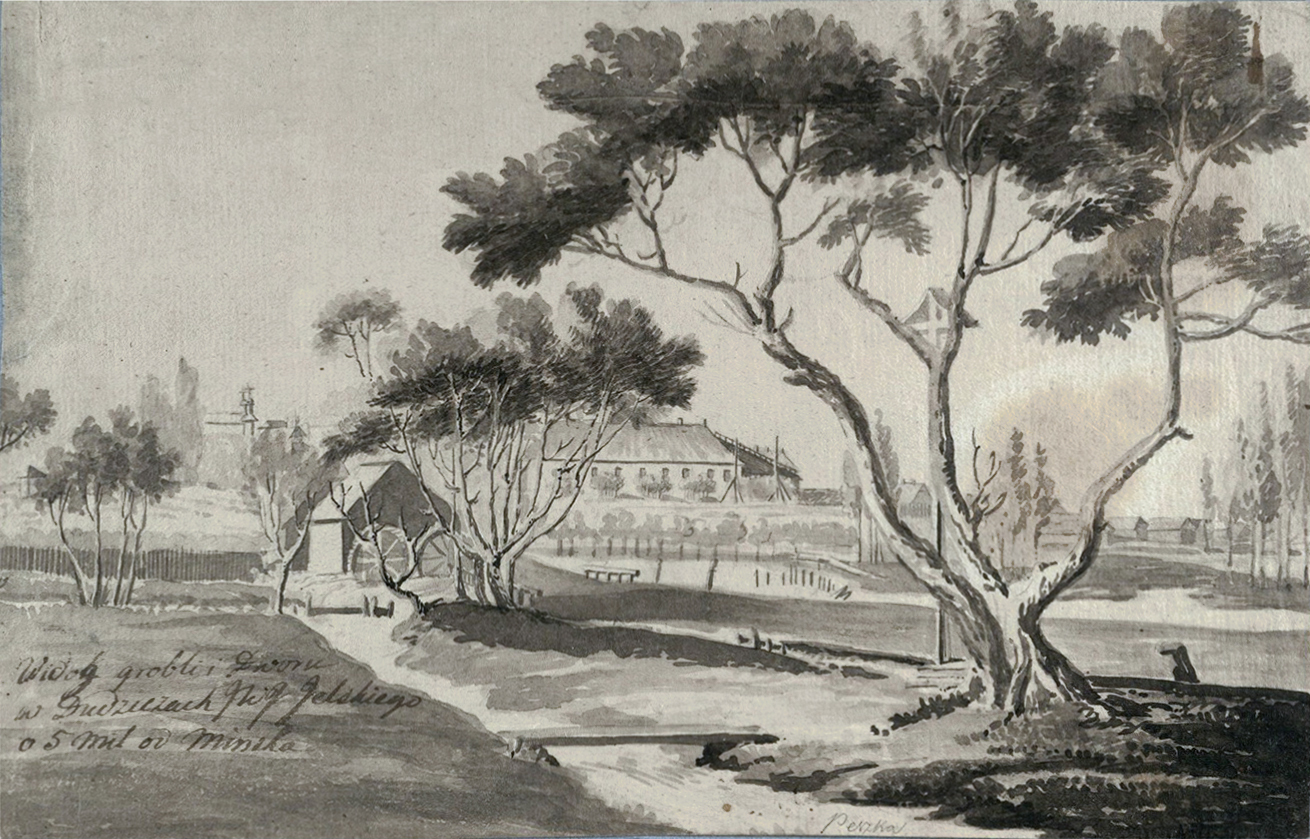
Панорама. Ю. Пешки, начало XIX в.

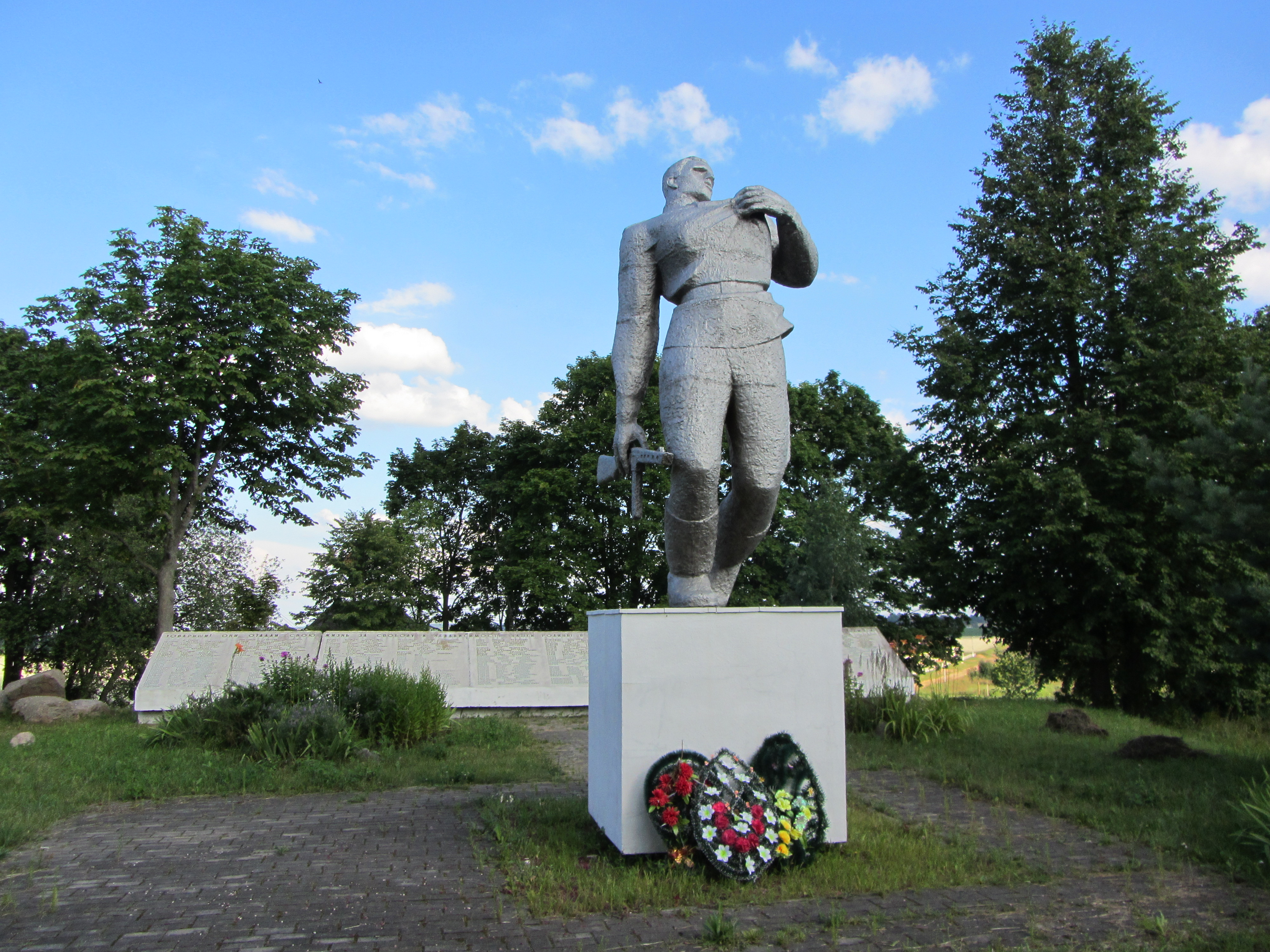
«Памятник землякам»

Первое письменное упоминание о Дудичах датируется 1600 годом, когда они входили в состав Минского повета Минского воеводства. Однако исследователи отождествляют Дудичи с древним поселением Дудутки, которое упоминалось в «Слове о полку Игореве». В начале XVII века местностью владели Одаховские. В 1621 году Р. Одаховский продал имение Я. Быховцу.
С конца XVII века Дудичи находились в залоге Заранков-Горбовцев, которые построили здесь униатскую церковь. С 1748 года ими владела дочь К. Заранки — Александра. В 1766 году местечко получило привилегию на проведение 3 регулярных ярмарок и один раз в неделю торгов. В 1767 году при замужестве Александры Дудичами завладели Прозоры. В 1769 году Ю. Прозор построил здесь дворец и парк, в 1780 году по завещанию жены — греко-католическую покровскую церковь на месте старой. При церкви была открыта начальная школа. С 1785 года, когда дочь Прозора Роза вышла замуж, местность находилась во владении Ельских. Станислав Ельский пригласил сюда иностранных ремесленников, которые обучали крестьян ремесленным наукам.
В 1793 году в результате второго раздела Речи Посполитой Дудичи оказались в составе Российской империи, в Игуменском уезде Минской губернии. К 1800 году здесь была деревянная греко-католическая церковь, мельница, три таверны, фруктовый и ботанический сад, оранжерея, небольшой кожевенный завод. Во время войны 1812 года через Дудичи проходили наполеоновские войска. В 1839 году униатский костёл был превращен в православную приходскую церковь. По инвентарю 1844 года существовали одноимённые местечко (12 дворов ремесленников) и деревня (30 дворов крестьян). С 1857 года Дудичами владел скрипач и композитор Михал Ельский. На 1859 год в городке было 5 дворов.
В 1863 году создано открытое народное училище. В 1879 году приход насчитывал около 1,8 тыс. прихожан, при церкви было попечительство. В 1886 году действовали народное училище, волостное правление, православная церковь, часовня, больница, магазин. В 1886 году в училище насчитывалось 55 учеников, из них 3 девочки. Их учил Макар Гладкий. Школа содержалась на средства крестьян и государственного казначейства.
Согласно переписи 1897 года работали волостное правление, хлебозапасной магазин, народное училище, два питьевых заведения, в каждое воскресенье проходила ярмарка.
В 1900 году в народном училище занимались 69 мальчиков и 9 девочек. Учителем работал Д. Пыжевич.
В 1905—1907 годы и весной 1917 года в Дудичах и населённых пунктах Дудической волости произошли массовые крестьянские волнения.
В 1919 году Дудичи вошли в БССР. Народное училище преобразовано в трудовую школу 1-й степени, где в 1922 году насчитывалось около 70 учеников. С 20 августа 1924 года по 16 июля 1954 Дудичи являлись центром сельсовета Самохваловичского района (с 18 января 1931 года — в Минском районе). Официальный статус поселения понизили до деревни в 1938 году.
С конца июня 1941 года по 4 июля 1944 года оккупирована немецкими захватчиками. В июне 1942 года нацисты сожгли деревню, уничтожили 17 жителей. В окрестностях действовали партизаны бригады «Беларусь».

## Население
- XIX век:
  - 1800 год — 30 дворов, 300 человек в селе Дудичи и 49 человек шляхты при дворе Дудичи;
  - 1870 год — 284 человек, из них 128 однодворцев и 13 граждан;
  - 1897 год — 125 дворов, 303 мужчины, 299 женщин;
- XX век:
  - 1901 год — 108 дворов, 678 человек в Дудичах и 1 двор, 20 человек при имении;
  - 1917 год — в местечке 15 дворов, 104 человека, в деревне 106 дворов, 651 человек, в усадьбе 1 двор, 78 человек;
  - 1993 год — 108 дворов, 280 человек[5];
  - 1999 год — 263 человека;
  - 2002 год — 97 дворов, 249 человек;
  - 2010 год — 259 человек.

## Инфраструктура
В Дудичах работают средняя школа, медицинский пункт, библиотека, ветеринарный участок, отделение связи, механические мастерские, магазин.
Около деревни, в бывшем поместье, находится Дудичский музей материальной культуры, который был открыт в 1994 году.

## Культура
Около деревни расположен Музейный комплекс старинных народных ремёсел и технологий «Дудутки»

## Достопримечательности

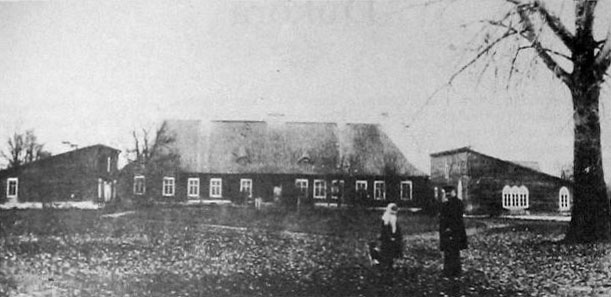
Усадьба Ельских

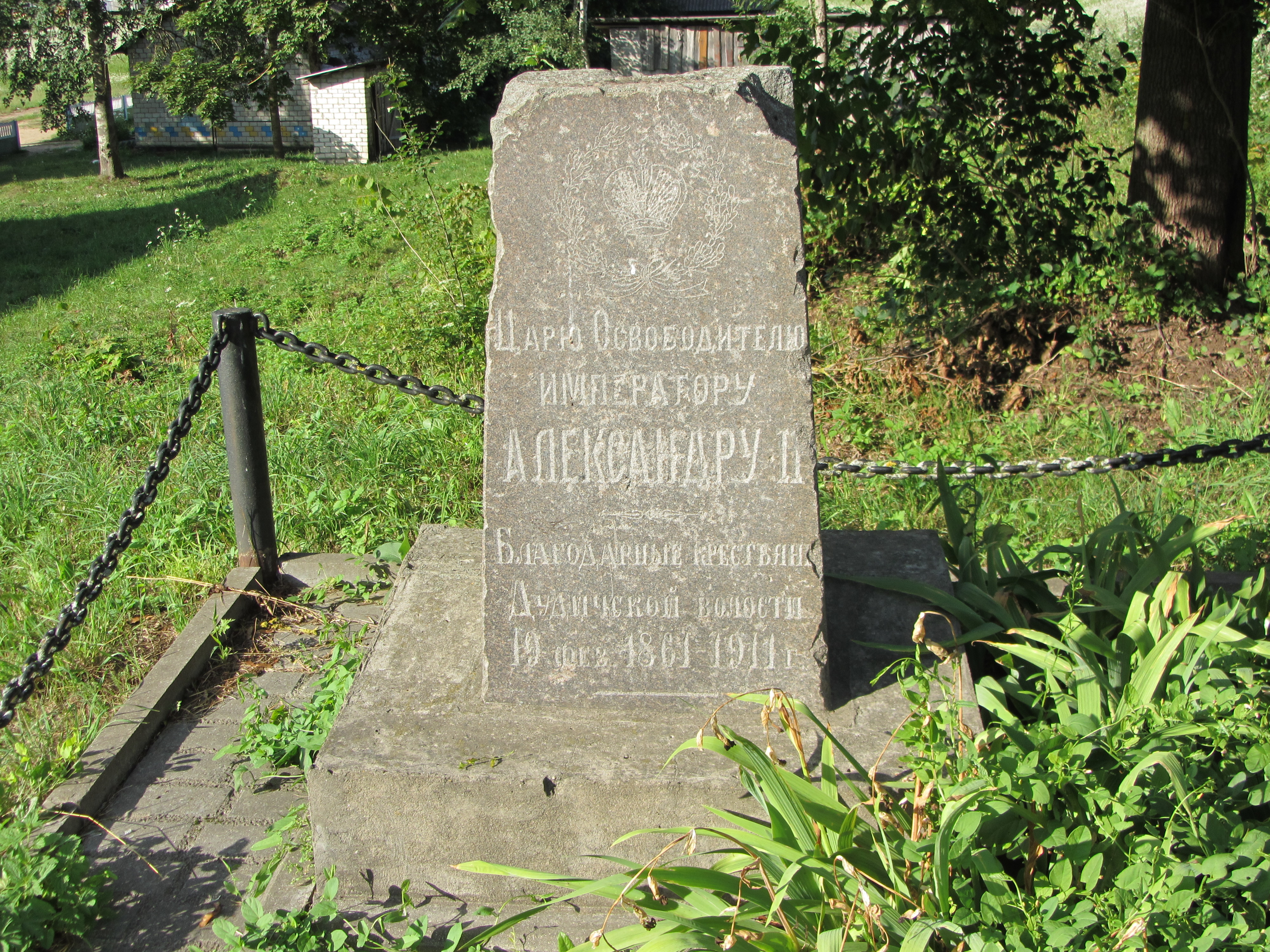
Мемориальный знак «Александру II от благодарных крестьян» рядом с церковью

### Городище

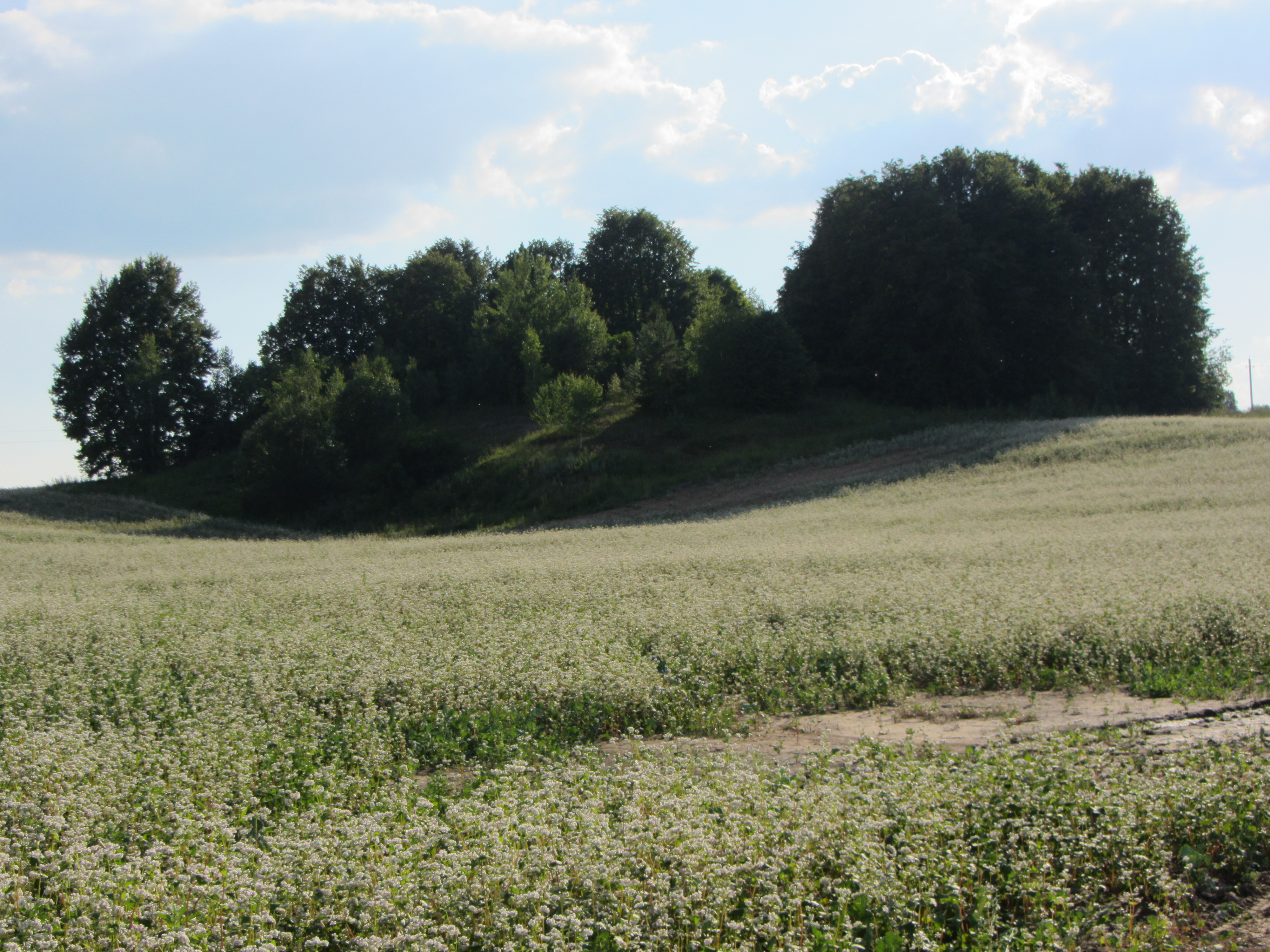
Городище с семейным захоронением Ельских

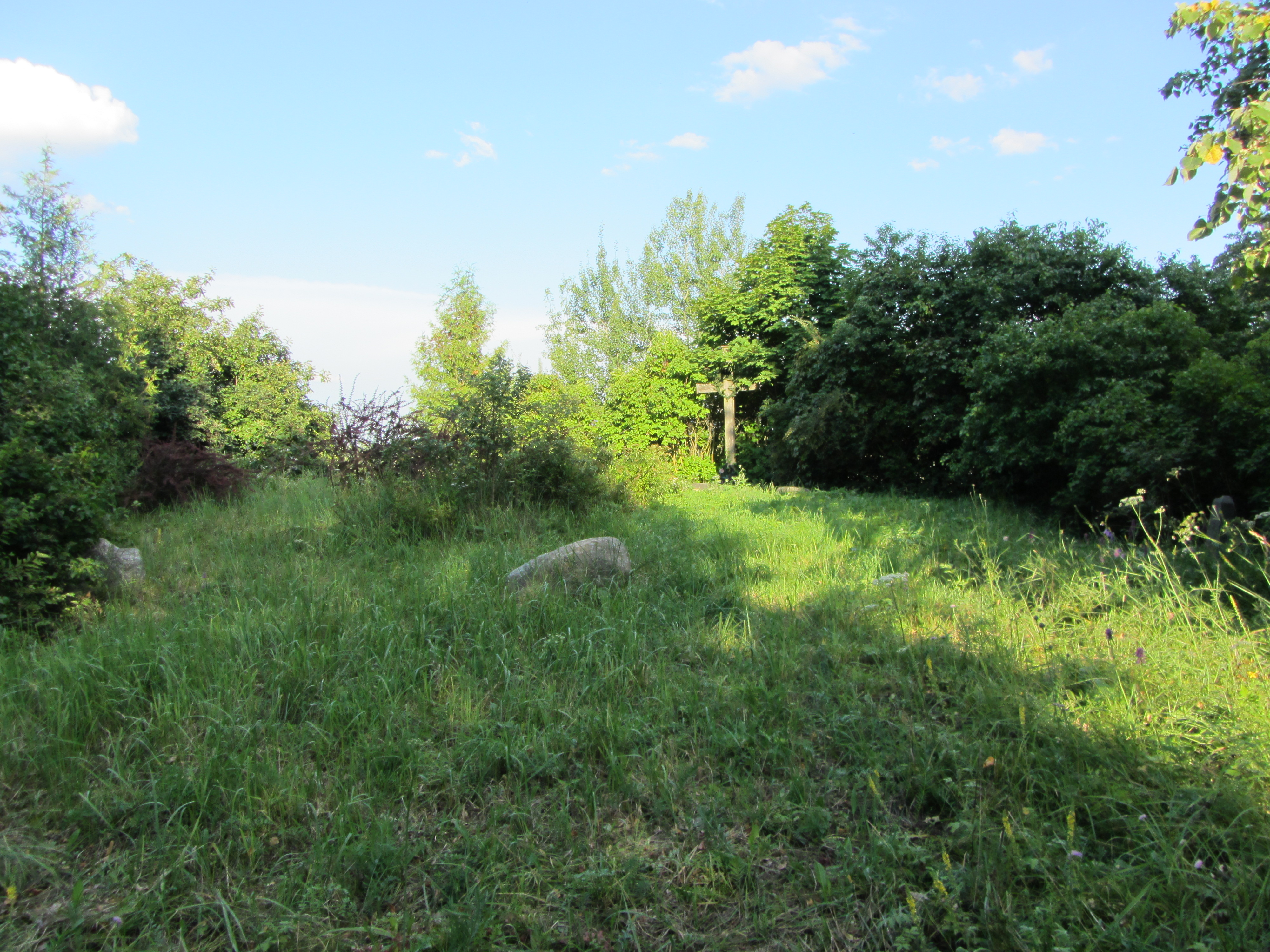
Семейное захоронение Ельских

Городище раннего железного века находится в 0,2 км к югу от Дудичей, на правом берегу реки Птичь, в урочище Кобани, в поле. Высота над уровнем реки 3—4 метра. Овальная площадка размером 39 на 25 метров. Окружена сильным оползневым ровом. Повреждённое кладбищем, родовым захоронением Ельских.
Городище обнаружено в 1963 году Ю. Л. Драгуном. По его данным, городище было обнесено двумя рядами вала и рвом. Исследовано в 1985 году Т. С. Бубенькой. Культурный слой более 0,3 метров, в центре площадки был найден мельничный камень. Раскопки городища не проводились.
Городище является историко-культурной ценностью регионального значения.

### Кладбища
На городище находится старое католическое кладбище с семейными захоронениями Ельских. На холмах — другие захоронения. Кладбище находится в запустении, кроме захоронений Ельских.
В соответствии с манерой того времени, более старые захоронения (Короля и Станиславы) полулежат на земле и являются большими по размеру, а более поздние в соответствии с правилами конца XIX — начала XX века возвышаются вертикально земле и меньшие по размеру. Надписи на памятниках выполнены по-польски, ограждений нет.

### Памятник, скульптура
- «Памятник землякам»
- Мемориальный знак «Александру II от благодарных крестьян» рядом с церковью

### Утраченное наследие
- Усадьба Ельских (XVIII века)
- Церковь Покрова Пресвятой Богородицы (1776, греко-католическая)